# Cattedrale di Sant'Erasmo
La cattedrale di Sant'Erasmo, nota anche come duomo di Cervione, è un edificio di culto cattolico situato nel villaggio di Cervione, in Corsica. Sede della diocesi di Aleria dal 1578 al 1801, dal 1928 è iscritta nel registro dei monumenti storici di Francia.

## Storia
La chiesa fu costruita nelle attuali forme barocche tra il 1714 ed il 1745 su un edificio preesistente del XVI secolo che fu insignito del titolo di procattedrale nel 1578.

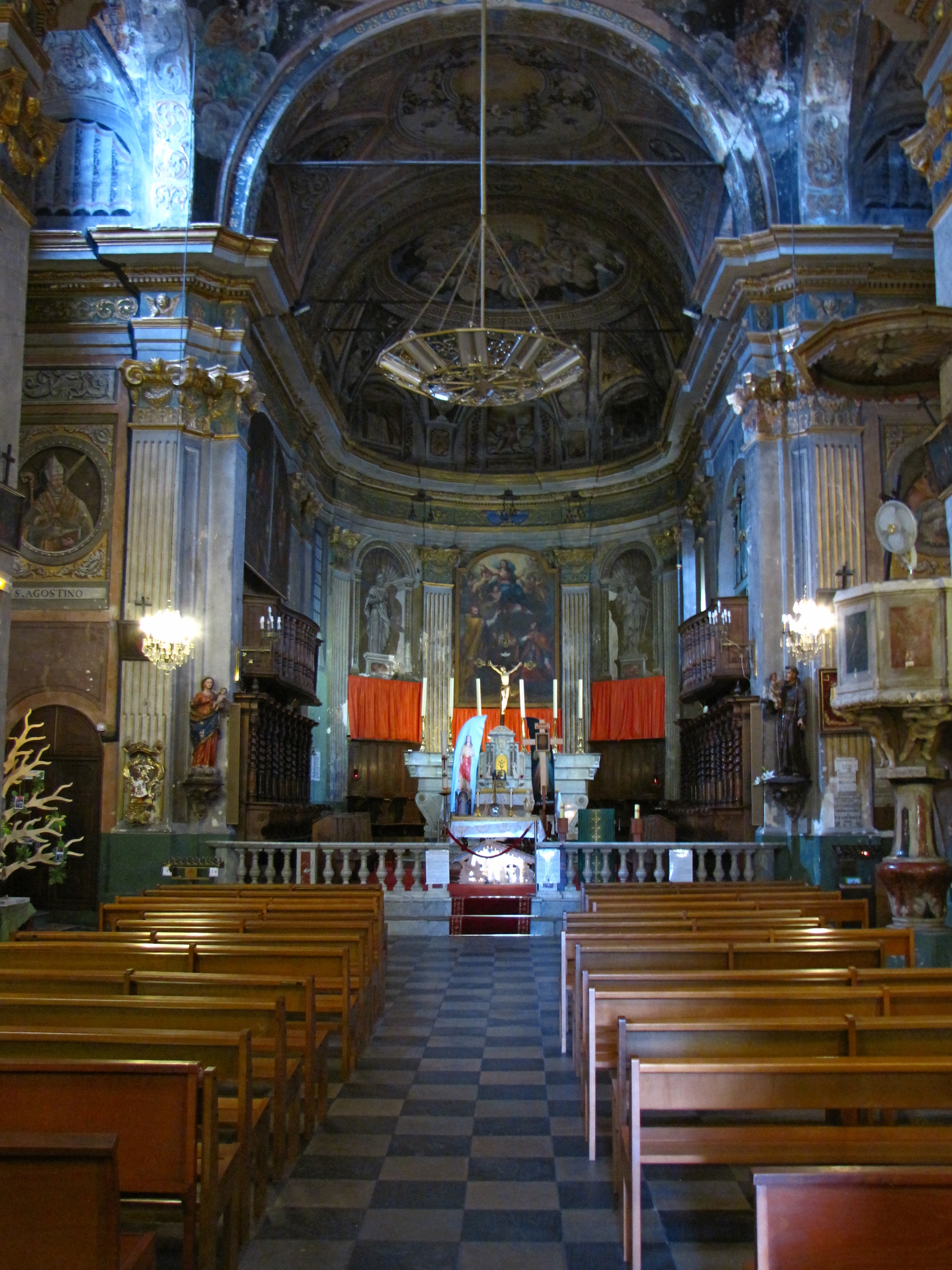
Vista dell'interno